# Ivan Patzaichin
Ivan Patzaichin (Mila 23, 1949. november 26. – Bukarest, 2021. szeptember 5.) négyszeres olimpiai és nyolcszoros világbajnok lipován (Romániában is élő kisebbség tagja) kenus.

## Fiatalkora

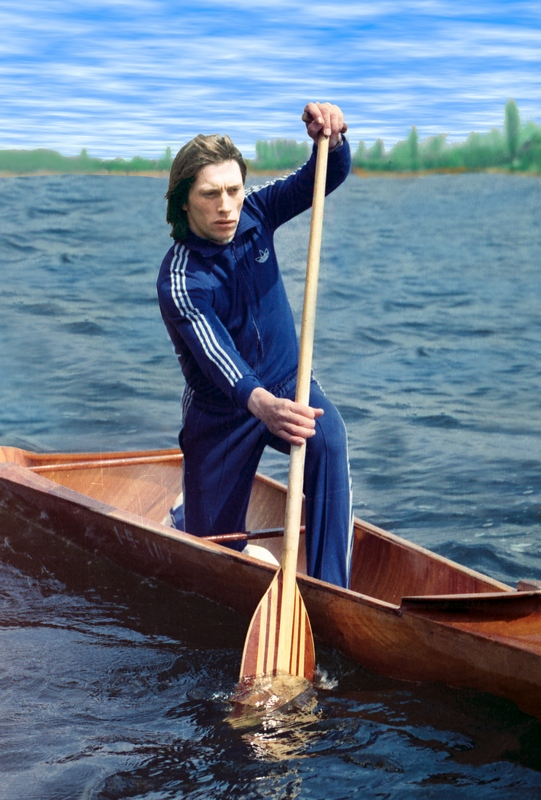
Kenuban

A Duna-deltában található Mila 23 halászfaluban született lipován családban. A falu csak vízi úton közelíthető meg, Patzaichin 16 éves korától halászként dolgozott. 1967-ben került a bukaresti Dinamo Sportklubhoz, ahova 1966-ban kenu-világbajnokságot nyert falubelijei (Serghei Covaliov és Vicol Calabiciov) ajánlották.

## Olimpiai és vb-szereplései
Részt vett az 1968-as mexikói, az 1972-es müncheni, az 1976-os montreali, az 1980-as moszkvai és az 1984-es Los Angeles-i olimpián. Hét érmet szerzett: négy aranyat (1972: kenu-1 1000 m; 1968, 1980, 1984: kenu-2 1000 m) és három ezüstöt (1980, 1984: kenu-2 500 m; 1972: kenu-2 1000 m).
11 világbajnokságon vett részt: Koppenhága 1970, Belgrád 1971, 1975, 1978 és 1982, Tampere 1973 és 1983, Mexikó 1974, Szófia 1977, Duisburg 1979 és Nottingham 1981. 22 érmet nyert: 9 aranyat (kenu-1 1000 m: 1973, 1977; kenu-1 10 000 m: 1978, kenu-2 500 m: 1979, kenu-2 1000 m: 1970, 1981, 1983; kenu-2 10  000 m: 1982), 4 ezüstöt (kenu-1 1000 m: 1975, kenu-2 1000 m: 1971, kenu-2 10 000 m: 1981, 1983) és 9 bronzot (kenu-1 500 m: 1971, 1973, 1974; kenu-1 1000 m: 1974, 1978, 1979; kenu-1 10 000 m: 1974, 1977, 1979).

## Edzőként
1985-től dolgozott edzőként, e minőségben öt olimpián (Barcelona 1992, Atlanta 1996, Sydney 2000, Athén 2004 és Peking 2008) vett részt. Tanítványai több mint 150 érmet szereztek olimpiákon, világbajnokságokon és Európa-bajnokságokon.

## A törött lapát
Az 1972-es müncheni olimpia kenu-1 1000 m-es versenyének selejtezőjében a rajt után eltört az evezője. A szabályok lehetővé tették a verseny leállítását, ha az első 25 m-en szabálytalanságok történtek. A versenybírók azonban nem vették észre, amikor felemelte és megmutatta a törött evezőjét, ezért kénytelen volt a lapát csonkjával folytatni, és 3 perccel az utolsó előtti versenyző után ért célba. A verseny befejezése után kizárták, pedig a szabályok között nem szerepelt az időtúllépés. Óvás után részt vehetett a reményfutamon, és a következő futamokat, az elődöntőt és a döntőt Patzaichin nyerte meg.

## Civil projektjei
- Ivan Patzaichin – 23 mérföld Egyesület[6]
- Fedezd fel Rowmániát[6][7]

## Fordítás
- Ez a szócikk részben vagy egészben  az   Ivan Patzaichin című román Wikipédia-szócikk ezen változatának fordításán alapul.  Az eredeti cikk szerkesztőit annak laptörténete sorolja fel. Ez a jelzés csupán a megfogalmazás eredetét és a szerzői jogokat jelzi, nem szolgál a cikkben szereplő információk forrásmegjelöléseként.